# Кауэлл, Кейд
Кейд Ди́лан Ка́уэлл (англ. Cade Dylan Cowell; родился 14 октября 2003, Сирис, Калифорния) — американский футболист, нападающий клуба «Гвадалахара» и сборной США.

## Клубная карьера
23 января 2019 года Кауэлл подписал «доморощенный» контракт с клубом MLS «Сан-Хосе Эртквейкс».
В 2019 году выступал за клуб «Рино 1868» из Чемпионшипа ЮСЛ. 9 июня 2019 года дебютировал за клуб в матче против «Сан-Антонио», отметившись забитым мячом.
За «Сан-Хосе Эртквейкс» Кауэлл дебютировал 11 июня 2019 года в матче Открытого кубка США против «Сакраменто Рипаблик», выйдя на замену во втором тайме вместо Сиада Хаджи. В MLS дебютировал 7 марта 2020 года в матче против «Миннесота Юнайтед», заменив в перерыве между таймами Данни Хусена. 29 августа 2020 года впервые вышел в стартовом составе «Квейкс» и забил свой первый гол в MLS в матче против «Лос-Анджелес Гэлакси», став самым молодым автором гола в истории клуба. Принял участие в Матче всех звёзд MLS 2021. 11 февраля 2022 года Кауэлл подписал с «Сан-Хосе Эртквейкс» новый контракт до конца сезона 2025 с опцией продления на сезон 2026.
15 января 2024 года Кауэлл перешёл в мексиканскую «Гвадалахару». По многочисленным сообщениям, стоимость трансфера составила 4 млн долларов. Чтобы выступать за «Чивас», где исторически играют только мексиканцы, Кауэлл получил гражданство Мексики.

## Карьера в сборной
Выступал за сборные США до 16, до 17, до 20 лет.
В ноябре 2021 года был вызван в сборную США до 20 лет для участия в Revelations Cup 2021.
18 декабря 2021 года дебютировал за главную сборную США в товарищеском матче против сборной Боснии и Герцеговины.
Был включён в состав сборной США до 20 лет на молодёжный чемпионат КОНКАКАФ 2022.
В мае и июне 2023 года сыграл на молодёжном чемпионате мира в Аргентине.
Был включён в состав сборной США на Золотой кубок КОНКАКАФ 2023. 2 июля 2023 года в матче третьего тура группового этапа турнира против сборной Тринидада и Тобаго забил свой первый гол и отдал свою первую голевую передачу за сборную США.

## Достижения

### Командные достижения
Сборная США (до 20 лет)
- Победитель молодёжного чемпионата КОНКАКАФ: 2022

### Личные достижения
- Участник Матча всех звёзд MLS: 2021